# RPGツクールMZ
『RPGツクールMZ』（アールピージーツクールエムゼット、英語：RPG MAKER MZ）は、RPG制作ソフト。
2020年8月20日発売（Steam版は8月21日)。

## 概要
RPGツクールMVの後継で、PC版ツクールシリーズの12作目。
KADOKAWAの子会社であるGotcha Gotcha Gamesにより制作販売が行われている。
ツクール公式ストアおよびSteamでのダウンロード販売のみで、パッケージ版は存在しない。
エディタの操作は基本的には前作MVとほぼ同じ。
レイヤー選択機能やイベント一覧の追加、プラグインコマンド用インタフェースが用意されるなど改良が施されている。
利用できる素材の規格のほとんどはRPGツクールMVと共通している。
ただし、JavaScriptを使ったプラグイン拡張の互換性は高く無い。
画像素材はキャラクターの全身画像が用意されるなど大きく拡充されている。
しかしスライムなどの定番素材がないなど、RPGツクールMVとの素材被りを避けた傾向がみられる。

パッケージイラストレータはc.c.Rで、RPGツクールMVと同様に本体とは別にパッケージキャラクター素材が発売された。
ゲームプレイ中の操作は操作用ボタンが表示されるなど、よりタッチパネル対応が強化されている。
新規にリアルタイム戦闘システムであるTPB(タイムプログレスバトル)が追加された。

### 描画をWebGLに一本化
前作RPGツクールMVでは古い環境に対応するため canvas 描画も行なっていたが、本作では WebGL 描画に一本化されている。
それに伴いグラフィック描画ライブラリである PixiJS もv4からv5に変更されている。

### アニメーションにEffekseerを採用
アニメーション再生に Effekseer が採用された。
これにより 3Dを活用したエフェクトが利用できるようになり、Effekseer用のエディタを使ったアニメーションの開発が行えるようになった。
なお、RPGツクールMVで使われていたアニメーション機能は内部的には再生可能だが、エディタ上からは削除されておりRPGツクールMZでは新規に作ることはできない。

### ウェブコンテンツへの投稿とプレイ
niconicoで2023年6月28日にサービスを終了した投稿サービス「ゲームアツマール」が用意されていた。製作者はRPGツクールMZで制作したゲームを投稿でき、ユーザーはウェブブラウザ上で遊ぶことが出来た。

## サンプルゲーム一覧
| タイトル                                  | 作者名               |
| ----------------------------------------- | -------------------- |
| バトル戦記 3D乙女ウォーズ                 | エイジ・エジェネスタ |
| ルイーゼと秘密の地下室                    | 神無月サスケ         |
| トラッシュカンダンジョン 怪奇！秘密結社編 | 湿度ケイ             |
| Souls Lore                                | 道楽                 |
| 9歳からはじめる婚活のススメ！             | フォトショ職人       |
| ウェスプラウ戦記                          | ゆわか               |
| サンプルマップ                            | Lib(りぶ)            |